# Nikita Gill

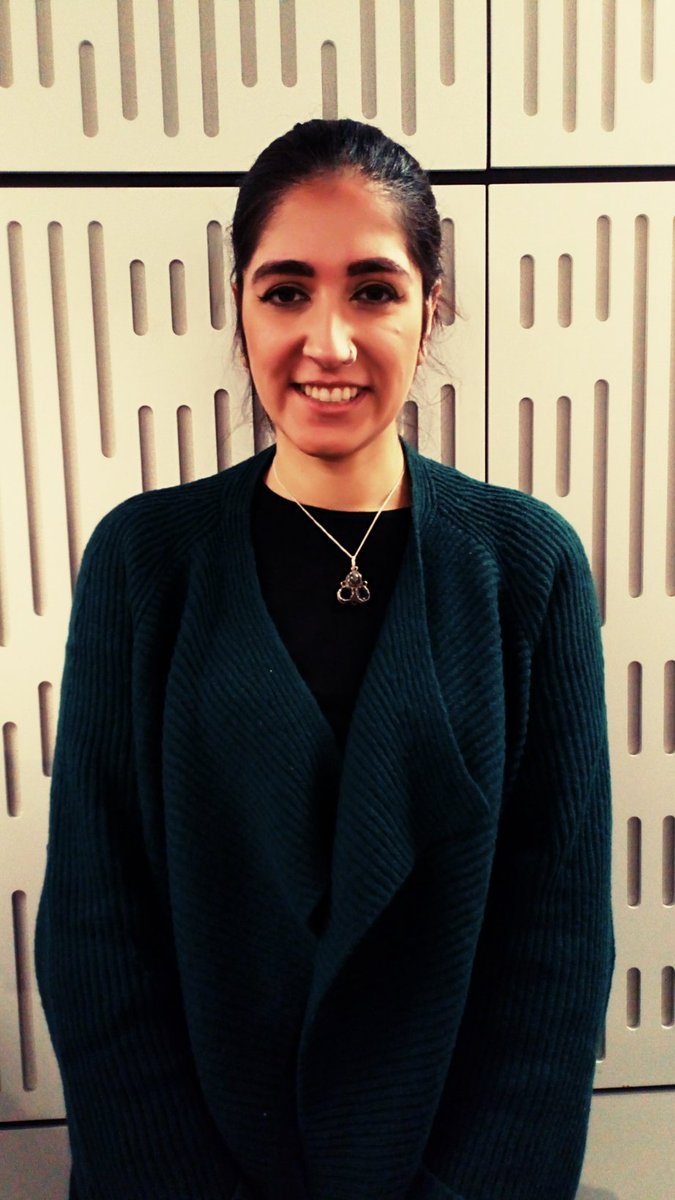
Nikita Gill in 2020

Nikita Gill is een Engelstalige poëet en schrijver met zes gepubliceerde gedichtenbundels. Ze gebruikt voornamelijk sociale media als medium om haar publiek te bereiken. Met 559.000 volgers op Instagram en 130.000 volgers op Facebook. Ze werd beschreven als 'een van de meest succesvolle Instapoets', en 'een van de meest interessante hedendaagse schrijvers'.

## Biografie
Gill is geboren in Belfast en groeide op in New Delhi, waar ze een studie Design volgde aan de universiteit. Ze behaalde een master graad aan de University for the Creative Arts in New Delhi.

## Werk
Gill's werk werd voor het eerst gepubliceerd toen ze amper 12 jaar oud was. Gill heeft vijf gedichtenbundels gepubliceerd: Your Soul Is A River in 2016, Wild Embers: Poems of rebellion, fire and beauty in 2017, Fierce Fairytales: & Other Stories to Stir Your Soul in 2018, Great Goddesses: Life lessons from myths and monsters in 2019, en Your Heart Is The Sea eveneens in 2019. Haar werken zijn als het ware reflecties op liefde, herschreven sprookjes en Griekse mythes. Ze zijn geïnspireerd op de werken van Sylvia Plath, Dr. Maya Angelou en Robert Frost.
Gill schreef ook kortverhalen, werkt aan een roman en is ambassadeur voor National Poetry Day. Ze is ook regelmatig te gast bij de BBC, Woman's Hour op Radio Four, Free Thinking op Radio Three, en BBC Asian Network.